# Edmund Deberry
Edmund Deberry (* 14. August 1787 in Lawrenceville, Montgomery County, North Carolina; † 12. Dezember 1859 im Montgomery County, North Carolina) war ein US-amerikanischer Politiker. Zwischen 1829 und 1851 vertrat er mehrfach den Bundesstaat North Carolina im US-Repräsentantenhaus.

## Werdegang
Edmund Deberry besuchte die öffentlichen Schulen in High Shoals. Danach arbeitete er in der Landwirtschaft. Er betrieb eine Baumwollspinnerei und eine Getreidemühle. Gleichzeitig begann er eine politische Laufbahn. Zwischen 1806 und 1828 saß er mehrfach im Senat von North Carolina. Zwischenzeitlich war er auch Friedensrichter. Politisch stand er in Opposition zu Präsident Andrew Jackson und dessen Demokratischer Partei. Deberry war zunächst Mitglied der kurzlebigen National Republican Party und schloss sich Mitte der 1830er Jahre der Whig Party an.
Bei den Kongresswahlen des Jahres 1828 wurde Deberry im siebten Wahlbezirk von North Carolina in das US-Repräsentantenhaus in Washington, D.C. gewählt, wo er am 4. März 1829 die Nachfolge von John Culpepper antrat. Da er im Jahr 1830 gegen Lauchlin Bethune verlor, konnte er bis zum 3. März 1831 zunächst nur eine Legislaturperiode im Kongress absolvieren. Diese war von den Diskussionen um die Politik von Präsident Jackson bestimmt. Im Jahr 1832 konnte er Bethune im Kongress wieder ablösen und nach fünf Wiederwahlen zwischen dem 4. März 1833 und dem 3. März 1845 sechs weitere Legislaturperioden absolvieren. Von 1837 bis 1845 war er Vorsitzender des Landwirtschaftsausschusses. Seit 1843 vertrat Deberry als Nachfolger von William Henry Washington den vierten Distrikt von North Carolina. Ab 1841 wurde im Kongress verstärkt über eine mögliche Annexion der seit 1836 von Mexiko unabhängigen Republik Texas diskutiert.
1844 verzichtete Deberry auf eine erneute Kandidatur. Bei den Kongresswahlen des Jahres 1848 wurde er dann im dritten Bezirk seines Staates erneut in den Kongress gewählt, wo er am 4. März 1849 Daniel Moreau Barringer ablöste. Da er im Jahr 1850 nicht mehr kandidierte, konnte er bis zum 3. März 1851 nur eine weitere Legislaturperiode im US-Repräsentantenhaus verbringen. Danach nahm er seine früheren Tätigkeiten in der Landwirtschaft wieder auf. Edmund Deberry starb am 12. Dezember 1859 auf seinem Anwesen im Montgomery County.